# Stazione di Dalkey
La stazione di Dalkey (in irlandese Dheilginis), è una stazione ferroviaria che fornisce servizio a Dalkey, paesino a sud di Dublino, capitale dell'Irlanda.
La stazione fu aperta il 10 luglio 1854; tuttora vi passa una sola linea ferroviaria, la Trans-Dublin della DART. È stata chiusa al traffico merci nel 1964.
Prima della sua apertura vi era una stazione omonima, molto vicina, della ferrovia pneumatica denominata Dalkey Atmospheric Railway; questa venne chiusa il 12 aprile dello stesso anno dopo essere stata operativa per 10 anni.

## Servizi
- Servizi igienici
- Biglietteria a sportello
- Biglietteria self-service
- Distribuzione automatica cibi e bevande